# 神様、お願い
『神様、お願い』（かみさま おねがい、原題：하늘이시여）は、韓国の連続テレビドラマ。主演はユン・ジョンヒ、イ・テゴン、チョ・ヨヌ、イ・スギョン、ワン・ビンナ、ハン・ヘスク。SBSで2005年9月10日から2006年7月2日まで毎週土曜日と日曜日の午後8:45分から85回にわたって放送された。イム・ソンハンが脚本を書き、イ・ヨンヒが演出した。
AGBニールセン・メディアサーチによると放送された2006年に韓国で第5位となる高視聴率を獲得したテレビ番組で、平均視聴率は約28パーセント、最高視聴率は約45パーセントを記録した。
高視聴率の一方で、この人気のお茶の間向けドラマはその挑発的なあらすじが批判を呼んだ。物語は一人の中年女性ヨンソンが義理の息子である立派なニュースキャスターと捨てた娘の仲をとりもとうとするところから展開する。捨てられた娘は無慈悲な養母のために悲惨な生活を送っている。ヨンソンが娘の実母であることが明らかになるとこれが議論を引き起こした。これは不道徳な近親相姦か、あるいは恋愛ドラマの新機軸かなどと視聴者間で意見が分かれたが、作品を演出したイ・ヨンヒは、捨てた実の娘を嫁として迎え、やり直そうとする母の深い愛が番組の主題であると主張した。

## 登場人物

### 主要人物
チ・ヨンソン〈51歳〉。
演 - ハン・ヘスク
ジャギョンの実母。ワンモの継母。
イ・ジャギョン〈28歳〉
演 - ユン・ジョンヒ
メイクアップ・アーティスト。
ク・ワンモ〈32歳〉
演 - イ・テゴン
記者出身のニュースキャスター。

### チョンハの周辺人物
キム・チョンハ〈34歳〉
演 - チョ・ヨヌ
トップ俳優。
カン・イェリ〈23歳〉
演 - ワン・ビンナ
新人アナウンサー。スラの親友。
カン・イリ
演 - カン・ジソプ
イェリの双子の兄。俳優を志望。
キム・ミヒャン
演 - イ・ボヒ
イェリ、イリ兄妹の母。チョンハの長姉。
カン・ドンチュン
演 - ヒョン・ソク
ミヒャンの夫。イェリ、イリ兄妹の父。歯科医。
キム・ベドゥク
演 - パク・ヘミ
ジャギョンの継母。チョンハの次姉。

### ヨンソンの周辺人物
ク・スラ〈23歳〉
演 - イ・スギョン
大学生。ヨンソンの娘。ワンモの義理の妹。
ワン・マリア
演 - チョン・ヘソン
ヨンソンの姑。

## あらすじ
ヨンソンは若いときホンパと愛し合う仲だったが、嫁候補として条件が劣るという理由でホンパの母ランシルが反対し結局2人は分かれる。その後ヨンソンは子を妊娠している事実を知る。しかし別れの悲しみと、火事で両親を亡くした衝撃でヨンソンは一時的な記憶喪失になり、精神不安定な状態でジャギャンを産む。ヨンソンはジャギャンを先輩夫婦に預け、宣教師と共にアメリカ合衆国に渡り、ワンモの父と結婚して娘のスラを産む。
一方ジャギャンは養母が早く世を去り、養父と新しい養母ベドゥクが結婚し弟を産む。性格が荒く虚栄心が強いベドゥクはジャギョンをひどくいじめる。ジャギョンが20歳になった年、養父が世を去りベドゥクは養父の遺産を株式投資ですべて無くし、ジャギョンに家計の責任をもつように強要する。そのためジャギョンは通っていた大学を1年もならずにやめてメイクアップアーティストの仕事を始め、ベドゥクの借金を返すようになる。
月日が流れ28歳になったジャギョンはメイクアップをしてあげたトップスターの戸籍上叔父にあたるチョンハと付き合うようになるが、ベドゥクとその姉ミヒャンの妨害で別れることになる。夫と死別して３年目になるヨンソンは別れた娘ジャギャンを心配して探し、困難な生活をしているジャギョンに会うが、自分が母であることを明らかにしない。代わりにジャンギョンの仕合せのために立派に育った自分の義理の息子と結婚させて姑になって一生一緒に暮らして今まで与えられなかった愛を与えることを決心する。

## 受賞
- 2005年SBS演技大賞
  - ニュースター賞：ユン・ジョンヒ、イ・テゴン、チョ・ヨヌ[9]
- 2006年SBS演技大賞
  - 大賞：ハン・ヘスク
  - 10大スター賞：ハン・ヘスク[10]